# Partita a scacchi fra Ruy López de Segura e Leonardo da Cutro
Partita a scacchi fra Ruy López de Segura e Leonardo da Cutro è un dipinto di Luigi Mussini, datato 1882, che rappresenta un episodio realmente accaduto alla corte di Spagna, nel 1575, dove si svolse un torneo scacchistico con questa famosa partita.

## Soggetto
Leonardo da Cutro, il cui vero nome era Giò Leonardo Di Bona, ma era chiamato Il Puttino, era un campione nel gioco degli scacchi. A Roma, nel 1560, sfidò il celebre scacchista spagnolo Ruy López de Segura, vescovo di Segura e perse. Leonardo ebbe la sua rivincita, il 12 agosto 1575, quando Filippo II di Spagna invitò alla sua corte i migliori scacchisti del regno, per un torneo. Oltre a López e a Leonardo da Cutro, parteciparono il siracusano Paolo Boi e lo spagnolo Alfonso Cerón, originario di Granada. Il torneo fu vinto da Leonardo che ottenne di cambiare il premio di mille ducati con venti anni di esenzione dalle tasse e con il titolo di città per la sua natale Cutro, in Calabria. Il re gli regalò una cappa foderata di ermellino.
López aveva perduto anche la sfida diretta contro Leonardo, per 2 a 3, poiché l'italiano era riuscito a rimontare lo svantaggio, dopo avere perso le prime due partite. Alla corte spagnola si svolse il primo torneo di scacchi documentato.

## Storia
Luigi Mussini (1813-1888), esponente del Purismo senese, era appassionato nel gioco degli scacchi. A metà ottocento il panorama artistico senese gravitava intorno all'estetica purista, promossa dall'Accademia di Belle Arti, diretta da Luigi Mussini.
In Toscana, particolarmente a Siena, negli anni quaranta dell'Ottocento si era sviluppata, in pittura e nelle arti decorative, una reazione critica al romanticismo storico - dichiarato troppo laico - a favore di una corrente più soggettiva e spirituale, sull'esempio dei primitivi italiani del quattrocento. A Siena, tramontata la lunga stagione del neoclassicismo, dopo la morte di Francesco Nenci, nel 1851 fu quindi chiamato Luigi Mussini a dirigere l'Accademia di Belle Arti. «L'insegnamento impartito da Mussini si fonda sullo studio della grande tradizione toscana: Giotto, Angelico, Gozzoli, Ghirlandaio, Masaccio e in particolare Raffaello e nel "contorto convenzionale" di Michelangelo, poiché "così s'esce dagli insegnamenti della natura". Dunque Mussini si appoggia al concetto di imitazione ed emendazione degli antichi come della natura, nell'intento di ricomporre gli esempi scelti e normalizzati in un complesso ordinato e armonico.»
Il dipinto Partita a scacchi fra Ruy López de Segura e Leonardo da Cutro valse a Mussini la cittadinanza onoraria di Siena. In una lettera del marzo 1884, diretta all'amico Cesare Guasti, che conteneva in allegato l'immagine del quadro in fototipia, pubblicata da una rivista livornese, Mussino scrisse: «È un capriccio che mi è costato caro, nel tempo, lo studio e le spese, e perché è un soggetto, come dice l'articolista, poco attraente per i non iscritti alla congrega degli scacchisti. E infatti dacché fu esposta a Monaco tutte le riviste scacchistiche d'Europa ne hanno parlato a lungo». Si era esaurito infatti, in Toscana, il gusto per le grandi ricostruzioni storiche e quest'opera, che privilegia le emozioni dei personaggi, doveva apparire lontana, anche al Mussini, dai dettami del purismo.

## Descrizione
Mussini ricostruisce meticolosamente l'ambiente: il grande salone decorato di marmi scolpiti, col camino spento (l'episodio si svolge il 12 agosto). Uno studiato gioco di luci, oltre al fascio dorato che penetra dalla finestra, illumina la scena. Al tavolo il vescovo Ruy López, avvolto nelle sue ricche vesti, sembra affranto, mentre Il Puttino si alza vittorioso, allargando le braccia. Dietro al tavolo ci sono i due giudici, mentre Filippo II di Spagna, seduto su un trono, assiste alla partita. Ai suoi piedi due cani da caccia, suoi compagni inseparabili, e accanto, in piedi, la giovane regina Anna d'Austria, sua quarta moglie, che all'epoca aveva circa 25 anni, abbigliata in un elegante abito bianco e ritratta mentre ascolta le parole di una sua dama.
Un altro gruppo di persone, composto da dame e da nobiluomini, è a parte, intorno ad un altro tavolo e sembra disinteressarsi della scena principale. La resa d'ambiente è minuziosa, precisa nei dettagli dei gioielli, delle pettinature, delle stoffe, degli affreschi, dei mobili. Grazie a una sapiente mescolanza di colori (nessuno dei quali predomina), e a una disposizione armonica delle figure, Mussini arriva ad una ricostruzione verosimile di quanto accadde.